# Niepewność standardowa pomiaru
Niepewność standardowa pomiaru – niepewność wyniku pomiaru wyrażona w formie odchylenia standardowego (bądź estymaty odchylenia standardowego). Oznaczana zwykle jako uc (y).
Należy zwrócić przy tym uwagę, że niepewność standardowa może być związana nie tylko z wynikiem pomiaru ale także z każdą estymatą parametru prawdopodobieństwa zmiennej losowej.
Ogólnie niepewność standardową (w zależności od sposobu jej obliczania lub szacowania) można podzielić na dwa rodzaje:
- niepewność standardową typu A
- niepewność standardową typu B

Bliższe dane dotyczące metod obliczania i źródeł niepewności obu rodzajów niepewności znajdują się w artykule: niepewność pomiaru.
Przy pomiarach rzeczywistego zjawiska fizycznego występuje zwykle kilka źródeł niepewności pomiaru i dlatego niepewność standardowa całkowita pomiaru (oznaczana jako uc) jest zwykle złożona z kilku pojedynczych niepewności standardowych pomiaru. Przy czym nie jest to prosta suma algebraiczna. Do szacowania współczynnika oddziaływania danej niepewności standardowej na złożoną niepewność standardową całkowitą używa się praw propagacji niepewności (przeważnie jest to rachunek różniczkowy zależny od funkcji równania opisującego mierzone zjawisko). W przypadkach szacunku uproszczonego jest to zwykle pierwiastek sumy kwadratów niepewności standardowych (pomnożonych przez oszacowane współczynniki ich wpływu na niepewność całkowitą).